# (216451) Ircha
(216451) Ircha, nom international (216451) Irsha, est un astéroïde de la ceinture principale.

## Description
(216451) Ircha est un astéroïde de la ceinture principale. Il fut découvert le 19 avril 2009 à Androuchivka par l'observatoire astronomique d'Androuchivka. Il présente une orbite caractérisée par un demi-grand axe de 2,36 UA, une excentricité de 0,17 et une inclinaison de 6,0° par rapport à l'écliptique.

## Compléments